# The Sun (singel Sorry Boys)
The Sun – pierwszy singel promujący drugi album Sorry Boys, zatytułowany Vulcano.

## Notowania
| Lista                         | Pozycja |
| ----------------------------- | ------- |
| Lista Przebojów Radia Merkury | 17      |
| SLiP                          | 29      |
| Lista Przebojów Trójki        | 28      |

## Teledysk
Wideoklip opublikowano 4 marca 2013 r. w serwisie YouTube. Reżyserem, scenarzystą i montażystą obrazu jest Alan Kępski. Zdjęcia przygotował Maciek Domagalski. Autorem animacji jest Mateusz Płoski.